# Seznam představitelů Čínské lidové republiky
Zde je seznam představitelů Čínské lidové republiky (ČLR). Hlavou Čínské lidové republiky je od roku 1983 prezident Čínské lidové republiky. Předtím tuto funkci postupně vykonával předseda Ústřední lidové vlády ČLR (od roku 1949), předseda ČLR (od roku 1954, stejná funkce jako prezident ČLR, pouze odlišně překládaná), předseda stálého výboru Všečínského shromáždění lidových zástupců (od roku 1975).

## Předseda ústřední lidové vlády
Předseda ústřední lidové vlády (čínsky v českém přepisu Čung-jang žen-min čeng-fu ču-si, pchin-jinem Zhōngyāng rénmínzhèngfǔ zhǔxí, znaky 中央人民政府主席) byl hlavou Čínské lidové republiky od jejího vzniku v říjnu 1949 do přijetí ústavy roku 1954.
| Pořadí | Portrét | Jméno jméno čínskými znaky (narození–úmrtí) | Nástup do úřadu | Opuštění úřadu | Strana  | Poznámky                             |
| ------ | ------- | ------------------------------------------- | --------------- | -------------- | ------- | ------------------------------------ |
| 1.     |         | Mao Ce-tung 毛泽东 (1893–1976)              | 1. října 1949   | 27. září 1954  | KS Číny | také předseda ÚV KS Číny (1945–1976) |

## Předseda Čínské lidové republiky
Předseda Čínské lidové republiky (čínsky v českém přepisu Čung-chua žen-min kung-che-kuo ču-si, pchin-jinem Zhōnghuá Rénmín Gònghéguó zhǔxí, znaky zjednodušené 中华人民共和国主席), zkráceně předseda státu (čínsky v českém přepisu kuo-ťia ču-si, pchin-jinem guójiāzhǔxí, znaky zjednodušené 国家主席) byl hlavou státu podle ústavy z roku 1954. Zastupován byl místopředsedy ČLR.
| Pořadí | Portrét       | Jméno jméno čínskými znaky (narození–úmrtí) | Nástup do úřadu | Opuštění úřadu | Strana                               | Poznámky                             |
| ------ | ------------- | ------------------------------------------- | --------------- | -------------- | ------------------------------------ | ------------------------------------ |
| 1.     |               | Mao Ce-tung 毛泽东 (1893–1976)              | 27. září 1954   | 27. dubna 1959 | KS Číny                              | také předseda ÚV KS Číny (1945–1976) |
| 2.     |               | Liou Šao-čchi 刘少奇 (1898–1969)            | 27. dubna 1959  | 2. ledna 1965  | KS Číny                              |                                      |
| 2.     | 2. ledna 1965 | Liou Šao-čchi 刘少奇 (1898–1969)            | 31. října 1968  |                | KS Číny                              |                                      |
| –      |               | Sung Čching-ling 宋慶齡 (1893–1981)         | 31. října 1968  | 24. února 1972 | Revoluční výbor čínského Kuomintangu | úřadující místopředsedové            |
| –      |               | Tung Pi-wu 董必武 (1886–1975)               | 31. října 1968  | 24. února 1972 | KS Číny                              | úřadující místopředsedové            |
| –      |               | Tung Pi-wu 董必武 (1886–1975)               | 24. února 1972  | 17. ledna 1975 | KS Číny                              | úřadující místopředseda              |

## Předseda stálého výboru Všečínského shromáždění lidových zástupců
Ústava z roku 1975 zrušila úřad předsedy ČLR a povinnosti hlavy státu přenesla na předsedu stálého výboru Všečínského shromáždění lidových zástupců (VSLZ), čínského parlamentu. Hlavou ČLR se tak stali v pořadí druhý a třetí předseda stálého výboru VSLZ.
| Pořadí | Portrét | Jméno jméno čínskými znaky (narození–úmrtí) | Nástup do úřadu  | Opuštění úřadu   | Strana                               | Poznámky                   |
| ------ | ------- | ------------------------------------------- | ---------------- | ---------------- | ------------------------------------ | -------------------------- |
| 2.     |         | Ču Te 朱德 (1886–1976)                      | 17. ledna 1975   | 6. července 1976 | KS Číny                              | Zemřel v úřadě             |
| –      |         | Sung Čching-ling 宋慶齡 (1893–1981)         | 6. července 1976 | 5. března 1978   | Revoluční výbor čínského Kuomintangu | úřadující místopředsedkyně |
| 3.     |         | Jie Ťien-jing 叶剑英 (1897–1986)            | 5. března 1978   | 18. června 1983  | KS Číny                              |                            |

## Prezident Čínské lidové republiky
Ústava z roku 1983 obnovila funkci předsedy Čínské lidové republiky. Ačkoliv čínský název úřadu – předseda (主席, ču-si) ČLR – zůstal nezměněn, začal být překládán do cizích jazyků jako prezident ČLR. (Přičemž pro prezidenty jiných států se v čínštině používá termín cung-tchung, 总统.)
Prezident ČLR je zastupován viceprezidentem ČLR.
| Pořadí | Portrét         | Jméno jméno čínskými znaky (narození–úmrtí) | Nástup do úřadu | Opuštění úřadu  | Strana  | Poznámky                                       |
| ------ | --------------- | ------------------------------------------- | --------------- | --------------- | ------- | ---------------------------------------------- |
| 3.     |                 | Li Sien-nien 李先念 (1909–1992)             | 18. června 1983 | 8. dubna 1988   | KS Číny |                                                |
| 4.     |                 | Jang Šang-kchun 杨尚昆 (1907–1998)          | 9. dubna 1988   | 27. března 1993 | KS Číny |                                                |
| 5.     |                 | Ťiang Ce-min 江泽民 (1926-2022)             | 27. března 1993 | 15. března 1998 | KS Číny | také generální tajemník ÚV KS Číny (1989–2002) |
| 5.     | 15. března 1998 | Ťiang Ce-min 江泽民 (1926-2022)             | 15. března 2003 |                 | KS Číny | také generální tajemník ÚV KS Číny (1989–2002) |
| 6.     |                 | Chu Ťin-tchao 胡锦涛 (* 1942)               | 15. března 2003 | 15. března 2008 | KS Číny | také generální tajemník ÚV KS Číny (2002–2012) |
| 6.     | 15. března 2008 | Chu Ťin-tchao 胡锦涛 (* 1942)               | 14. března 2013 |                 | KS Číny | také generální tajemník ÚV KS Číny (2002–2012) |
| 7.     |                 | Si Ťin-pching 习近平 (* 1953)               | 14. března 2013 | 17. března 2018 | KS Číny | také generální tajemník ÚV KS Číny (od 2012)   |
| 7.     | 17. března 2018 | Si Ťin-pching 习近平 (* 1953)               | 10. března 2023 |                 | KS Číny | také generální tajemník ÚV KS Číny (od 2012)   |
| 7.     | 10. března 2023 | Si Ťin-pching 习近平 (* 1953)               | úřadující       |                 | KS Číny | také generální tajemník ÚV KS Číny (od 2012)   |